# Roseveltpiek
De Roseveltpiek is een berg in het zuiden van Sipaliwini in Suriname. Ze ligt samen met de Teboe en de Magneetrots geïsoleerd langs de Tapanahonyrivier en heeft een hoogte van 710 meter. De berg is vernoemd naar Johan Cateau van Rosevelt.